# داميان كرولي
داميان كرولي (20 مايو 1989 بكيب تاون في جنوب أفريقيا - ) (بالإنجليزية: Damian Crowley)‏ هو لاعب كريكت جنوب أفريقي. شارك مع منتخب إيطاليا الوطني للكريكت.

## وصلات خارجية
- داميان كرولي على موقع إي آس بي آن كريك إنفو (الإنجليزية)